# تایرا نو ماسانوری
تایرا نو ماسانوری (به ژاپنی: 平正度); یک سامورایی، پسر ارشد تایرا نو کوره‌هیرا در دوره هی‌آن در ژاپن بود. پدر وی سرخاندان یک شاخه از خاندان تایرا، خاندان ایسه‌هی بود. تایرا نو ماسانوری از اجداد تایرا نو کیوموری است.